# Francesco Paolo Supriani
Francesco Paolo Tomaso Supriani (Conversano, 11 juillet 1678 – Naples, 28 août 1753) est un violoncelliste italien et compositeur de l’école napolitaine.

## Biographie
Francesco Supriani fréquente en tant qu'étudiant, le Conservatoire de la Pietà dei Turchini à partir de 1693, où il devient un virtuose du violoncelle. Il est l'auteur d'une collection manuscrite et didactique de toccatas pour cet instrument avec une introduction explicative : Principij da imparare a suonare il violoncello e con 12 toccate a solo de 1720, retrouvée et publiée par le musicologue et violoncelliste Luigi Silva (1903–1961) à la bibliothèque conservatoire San Pietro a Majella.  Dans cette œuvre, Scipriani utilise déjà la cinquième position, ainsi que la basse et la clé de ténor. Scipriani est considéré comme l’un des professeurs de Francesco Alborea, aussi appelé couramment Franciscello.

## Œuvre
12 toccate per violoncello solo (c. 1720)
- Toccata prima en sol majeur
- Toccata seconda en la mineur
- Toccata terza en si bémol majeur
- Toccata quarta en do majeur
- Toccata quinta
- Toccata sesta
- Toccata settima
- Toccata ottava en sol mineur
- Toccata nona en la majeur
- Toccata decima en ré mineur
- Toccata undicesima en la mineur
- Toccata dodicesima en fa mineur

## Éditions modernes
- 12 Toccate per violoncello solo et Principij da imparare a suonare il violoncello, éd. Marco Ceccato, coll. « Minghén dal Viulunzèl », Stuttgart, Cornetto, 2008 (OCLC 492092018)

## Discographie
- La voce del violoncello œuvres pour violoncelle seul des premiers compositeurs violoncellistes italiens - (2012, Passacaille Records) (OCLC 848901855)
- Boccherini's Dreams : Toccatas I, IV, X et XI – Mime Yamahiro Brinkmann, violoncelle (janvier/février 2021, Arcantus) — avec deux sonates de Boccherini et pièces de Pasquini, Cabezon et Storace.
- Supriani: 12 Toccatas for Cello, Transcribed for Viola by Marco Misciagna - Marco Misciagna, alto (2024, MM - MM03) [5]